# 福建省人民政府
福建省人民政府，是中华人民共和国福建省的省级地方行政机关。

## 沿革
1955年2月，福建省人民政府改组为福建省人民委员会。1968年8月改组为福建省革命委员会。1979年12月，福建省革命委员会撤销，复设福建省人民政府。

## 职权
根据《中华人民共和国地方各级人民代表大会和地方各级人民政府组织法》第七十三条，县级以上的地方各级人民政府行使下列职权：
1. 执行本级人民代表大会及其常务委员会的决议，以及上级国家行政机关的决定和命令，规定行政措施，发布决定和命令；
2. 领导所属各工作部门和下级人民政府的工作；
3. 改变或者撤销所属各工作部门的不适当的命令、指示和下级人民政府的不适当的决定、命令；
4. 依照法律的规定任免、培训、考核和奖惩国家行政机关工作人员；
5. 编制和执行国民经济和社会发展规划纲要、计划和预算，管理本行政区域内的经济、教育、科学、文化、卫生、体育、城乡建设等事业和生态环境保护、自然资源、财政、民政、社会保障、公安、民族事务、司法行政、人口与计划生育等行政工作；
6. 保护社会主义的全民所有的财产和劳动群众集体所有的财产，保护公民私人所有的合法财产，维护社会秩序，保障公民的人身权利、民主权利和其他权利；
7. 履行国有资产管理职责；
8. 保护各种经济组织的合法权益；
9. 铸牢中华民族共同体意识，促进各民族广泛交往交流交融，保障少数民族的合法权利和利益，保障少数民族保持或者改革自己的风俗习惯的自由，帮助本行政区域内的民族自治地方依照宪法和法律实行区域自治，帮助各少数民族发展政治、经济和文化的建设事业；
10. 保障宪法和法律赋予妇女的男女平等、同工同酬和婚姻自由等各项权利；
11. 办理上级国家行政机关交办的其他事项。

## 机构设置
根据中共中央办公厅、国务院办公厅《关于印发〈福建省机构改革方案〉的通知》，福建省人民政府设置工作部门41个，其中省政府办公厅和组成部门24个、直属特设机构1个、直属机构10个、部门管理机构6个。
福建省人民政府设置下列机构：（如无特别注明，均为正厅局级）
- 福建省人民政府办公厅

### 组成部门
- 福建省发展和改革委员会
- 福建省教育厅
- 福建省科学技术厅
- 福建省工业和信息化厅
- 福建省民族与宗教事务厅
- 福建省公安厅
- 福建省民政厅
- 福建省司法厅
- 福建省财政厅
- 福建省人力资源和社会保障厅
- 福建省自然资源厅
- 福建省生态环境厅
- 福建省住房和城乡建设厅
- 福建省交通运输厅
- 福建省水利厅
- 福建省农业农村厅
- 福建省商务厅
- 福建省文化和旅游厅
- 福建省卫生健康委员会
- 福建省退役军人事务厅
- 福建省应急管理厅
- 福建省审计厅
- 福建省人民政府外事办公室

（工业和信息化厅挂无线电管理办公室牌子；公安厅挂打击走私综合治理工作办公室牌子；民政厅挂革命老根据地建设办公室牌子；农业农村厅挂乡村振兴局牌子；商务厅挂口岸工作办公室牌子；卫生健康委员会挂中医药管理局牌子；退役军人事务厅挂双拥共建工作领导小组办公室牌子。）

### 直属特设机构
- 福建省人民政府国有资产监督管理委员会

### 直属机构
- 福建省林业局
- 福建省海洋与渔业局
- 福建省市场监督管理局
- 福建省广播电视局
- 福建省体育局
- 福建省统计局
- 福建省国防动员办公室
- 福建省医疗保障局
- 福建省信访局

（市场监督管理局挂知识产权局牌子；国防动员办公室挂人民防空办公室牌子；省政府信访局与省委信访局合署办公。）

### 部门管理机构
- 福建省机关事务管理局，由省政府办公厅管理。
- 福建省数字福建建设领导小组办公室（福建省数据管理局），由省工业和信息化厅管理。
- 福建省粮食和物资储备局，由省发展和改革委员会管理。
- 福建省监狱管理局，由省司法厅管理。
- 福建省文物局，由省文化和旅游厅管理。
- 福建省药品监督管理局，由省市场监督管理局管理。
- 福建省疾病预防控制局（筹），由省卫生健康委管理。

### 直属事业单位
- 福建省人民政府发展研究中心
- 福建社会科学院
- 福建省农业科学院
- 福建省供销合作社联合社
- 福建省广播影视集团
- 福建省政府投资项目评审中心
- 中国海峡人才市场
- 福建省地质矿产勘查开发局
- 福建省创新研究院

（省创新研究院归口省发展和改革委员会管理。）
直属高等学校
- 福州大学
- 福建师范大学
- 福建农林大学
- 福建医科大学
- 福建中医药大学
- 集美大学
- 闽南师范大学
- 福建工程学院
- 福建江夏学院
- 福建警察学院
- 福建教育学院
- 福建开放大学
- 福建商学院
- 福建技术师范学院
- 福建林业职业技术学院（副厅级）
- 福建水利电力职业技术学院（副厅级）
- 福建卫生职业技术学院（副厅级）
- 厦门海洋职业技术学院（副厅级）
- 福建生物工程职业技术学院（副厅级）
- 福建幼儿师范高等专科学校（副厅级）
- 福建信息职业技术学院（副厅级）
- 福建船政交通职业学院（副厅级）
- 福建农业职业技术学院（副厅级）
- 福建体育职业技术学院（副厅级）
- 福建艺术职业学院（副厅级）

### 派出机构
- 福建省平潭综合实验区管理委员会
- 福州新区管理委员会
- 泉州台商投资区管理委员会（副厅级）
- 福建武夷山国家公园管理局（副厅级）
- 福建省人民政府驻北京办事处
- 福建省人民政府驻上海办事处
- 福建省人民政府驻广州办事处
- 福建省人民政府驻深圳办事处

（福建省平潭综合实验区管理委员会挂中国（福建）自由贸易试验区平潭片区管理委员会牌子；福州新区管委会与福州市人民政府一个机构两块牌子；福建武夷山国家公园管理局挂福建武夷山国家公园国有自然资源资产管理局牌子。）

## 历任领导
| 福建省人民政府主席 1. 张鼎丞（1949年8月－1954年10月） 2. 叶 飞（1954年11月－1955年2月，代理） 福建省人民委员会省长 1. 叶 飞（1954年10月－1955年2月） 2. 江一真（1959年1月－1959年10月） - 伍洪祥（1960年4月－1962年6月，代理） 3. 江一真（1962年11月－1962年12月） 4. 魏金水（1962年12月－1967年5月） 福建省革命委员会主任 1. 韩先楚（1968年8月－1973年12月） 2. 廖志高（1974年11月－1979年12月） 福建省人民政府省长 1. 马兴元（1979年12月－1983年1月） 2. 胡 平（1983年1月－1987年9月） 3. 王兆国（1987年9月－1990年1月） 4. 贾庆林（1990年11月－1994年4月） 5. 陈明义（1994年4月－1996年10月） 6. 贺国强（1996年10月－1999年8月） 7. 习近平（1999年8月－2002年10月） 8. 卢展工（2002年10月－2004年12月） 9. 黄小晶（2004年12月－2011年4月） 10. 苏树林（2011年4月－2015年10月） 11. 于伟国（2015年11月－2018年1月） 12. 唐登杰（2018年1月－2020年7月） 13. 王 宁（2020年7月－2021年10月） 14. 赵 龙（2021年10月至今） 常务副省长 …… - 张昌平（2006年11月－2011年11月） - 陈 桦（2011年11月－2013年2月） - 张志南（2013年2月－2020年4月） - 赵 龙（2020年7月－2021年3月） - 郑新聪（2021年4月－2021年10月） - 郭宁宁（2021年10月－2024年5月） - 王永礼（2024年7月－） | 副省长 …… - 王美香（2003年1月－2008年1月） - 李 川（2003年1月－2011年1月） - 叶双瑜（2003年1月－2011年11月） - 苏增添（2005年5月－2011年11月） - 陈 桦（2008年1月－2013年2月） - 洪捷序（2008年1月－2018年11月） - 张志南（2008年1月－2020年4月） - 王蒙徽（2011年12月－2013年5月） - 陈荣凯（2011年12月－2015年5月） - 陈 冬（2013年1月－2015年1月） - 徐 钢（2013年2月－2015年3月） - 李 红（2013年2月－2017年1月） - 郑晓松（2013年7月－2016年4月） - 郑栅洁（2015年2月－2015年8月） - 王惠敏（2015年2月－2018年1月） - 黄琪玉（2015年7月－2018年1月） - 梁建勇（2015年11月－2017年1月） - 周联清（2016年5月－2018年1月） - 李德金（2017年1月－2023年1月） - 杨贤金（2017年7月－2019年7月） - 郑建闽（2018年1月－2023年5月） - 田湘利（2018年1月－2021年5月） - 隋 军（2018年1月－2018年5月） - 林宝金（2019年9月－2020年12月） - 崔永辉（2020年7月－2021年6月） - 康 涛（2021年5月－2023年1月） - 黄海昆（2021年5月－2023年1月） - 林文斌（2022年1月－2024年9月） - 李建成（2022年3月至今） - 常 斌（2023年1月－2024年5月） - 林瑞良（2023年1月至今） - 王金福（2023年1月至今） - 江尔雄（2023年11月至今） - 李兴湖（2024年5月至今） - 魏晓奎（2024年11月至今） 秘书长 …… - 冯声康（2003年8月－2011年7月） - 刘 明（2011年7月－2013年4月） - 刘道崎（2013年4月－2016年9月） - 黄新銮（2018年3月－2021年10月） - 林瑞良（2021年10月－2021年12月） - 吴南翔（2022年1月－2023年2月） - 伍 斌（2023年2月－2024年9月） - 李 斌（2025年1月－） |